# Saalach
De Saalach is een 103 kilometer lange zijrivier van de Salzach, die stroomt door Oostenrijk en Duitsland. De Saalach ontspringt in de Kitzbüheler Alpen op een hoogte van ongeveer 2.000 meter. Hij stroomt vervolgens via Saalbach-Hinterglemm, Maishofen, Saalfelden en Lofer naar Duitsland. In Duitsland gaat het richting Bad Reichenhall, vlak voor deze plaats is een stuwmeer aangelegd. Na Bad Reichenhall volgt de rivier de grens tussen Oostenrijk en Duitsland tot hij even noordelijk van Salzburg in de Salzach uitmondt.
- Virtual International Authority File: 244265507